# Jamais vu (Neuronium)
Jamais vu is een studioalbum van Neuronium, de eenmansband van Michel Huygen.

## Inleiding
Huygen werkte al vanaf 1977 met Quasar 2C361 aan een oeuvre binnen de elektronische muziek. Zijn muziek valt onder de kosmische dan wel ruimtelijke variant daarvan. Zijn werk bestaat voornamelijk uit stukken zonder ritme en melodielijnen. Klanken ontlokt aan de synthesizers vloeien langzaam en snel in elkaar over. Het zijn stukken met relatief veel arpeggio’s. Jamais vu is nummer 42 in de genummerde reeks en werd opgenomen in zijn studio's in Barcelona en Samui (Thailand). Oniria is zijn eigen platenlabel (eigen beheer). AllMusic vergeleek het met werk van Zero Ohms, Steve Roach en een vroege Tangerine Dream met name albums Phaedra en Rubycon met hun lange mellotronklanken.
De slottrack van het album Audiophetamine is de uitzondering op de regel; het is een en al ritme. 
Jamais vu (nooit gezien) verwijst naar het gelijknamige verschijnsel. 

## Musici
Michel Huygen – synthesizers, elektronica

## Muziek
| Nr. | Titel                                     | Duur  |
| --- | ----------------------------------------- | ----- |
| 1.  | Ionic shadows                             | 9:48  |
| 2.  | The taste of your soul                    | 21:48 |
| 3.  | De di loin … (From so far)                | 9:28  |
| 4.  | Le délire de vieillir (Delirium of aging) | 18:19 |
| 5.  | Audiophetamine (jamais vu)                | 7:53  |